# Opsiini
Los opsiínos (Opsiini) son una tribu de hemípteros auquenorrincos de la familia Cicadellidae. Tiene los siguientes géneros.

## Géneros
- Achaetica Emeljanov, 1959
- Afrascius Linnavuori, 1969
- Aladzoa Linnavuori, 1969
- Alishania Vilbaste, 1969
- Chlidochrus Emeljanov, 1962
- Circulifer Zachvatkin, 1935
- Concavifer Dlabola, 1960
- Diacra Emeljanov, 1961
- Dixianus Ball, 1918
- Eremophlepsius Zachvatkin, 1924
- Hishimonoides Ishihara, 1965
- Hishimonus Ishihara, 1953
- Introrsa Dai & Zhang, 2010
- Japananus Ball, 1931
- Kirkaldiella Osborn, 1935
- Lampridius Distant, 1918
- Libengaia Linnavuori, 1969
- Litura Knight, 1970
- Lycioides Oman, 1949
- Masiripius Dlabola, 1981
- Naevus Knight, 1970
- Navaia Linnavuori, 1960
- Neoaliturus Distant, 1918
- Nesophrosyne Kirkaldy, 1907
- Norva Emeljanov, 1969
- Opsianus Linnavuori, 1960
- Opsius Fieber, 1866
- Orosius Distant, 1918[1]
- Paralampridius Dai, Dietrich & Zhang, 2011
- Pedarium Emeljanov, 1961
- Phlepsopsius Dlabola, 1979
- Pseudophlepsius Zachvatkin, 1924
- Pugla Distant, 1908
- Satsumanus Ishihara, 1953
- Xerophytacolus Stiller, 2012
- Xerophytavorus Stiller, 2012
- Zapycna Emeljanov, 1968